# 小林勇太
小林 勇太（こばやし ゆうた／YUTA KOBAYASHI, 1985年12月2日 - ）は、日本の映画監督、フォトグラファー。映画制作団体YUMORE FiLMs代表。千葉県出身。

## 概要
1985年生まれ、射手座、A型。千葉県出身。
2005年立教大学文学部入学、2009年卒業。その後広告制作会社に入社。
2007年映画制作団体 YUMORE FiLMs設立。

## 映画制作団体 YUMORE FiLMs（ユーモアフィルムズ）
小林勇太を筆頭に大学のサークル仲間3人で設立。YUMORE FiLMsの由来は、メンバーの名前と、固定したイメージにとらわれずユーモアのある作品を作っていこうという思いを込めている。
3色から形成されているロゴ（写真右）は、真ん中にYUMOREの「Y」と「M」。YUMORE FiLMsの初期３人の３色。
赤、黄色、それを混ぜ合わせて様々なジャンルの映画を作っていこうとする思いを込めている(design by You Tae Han)。

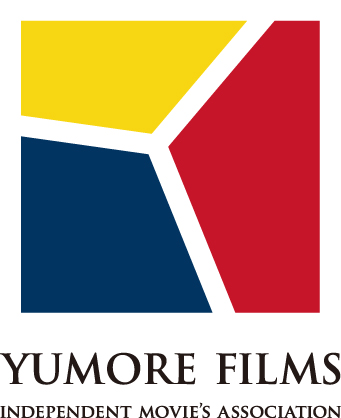
YUMORE FiLMs ロゴ

映像制作においては、監督、脚本、演出、編集を担当。

## 監督作品

### 映画
- 「記憶のうみ」(2007)

- 「永遠の終焉」(2008)

- 「欲」(2010)

- 「やさしい狂気」(2010)

- 「パプリカの骨」(2010)

- 「食卓の体温」(2010)

- 「篭る」(2010)

- 「JOURNEY」(2010-2011)

佐藤翔／小宮凜子／秦秀明／米元信太郎／佐藤達也／南宏樹／山崎智恵／倉田京介／内海敦／石見榮英(特別出演)／賀川雪絵(特別出演)
- 「お姉妹」(2011)

橋本柚稀／山岸彩子／藤井百代／小山田モナ／的場順子／村上英美子／
倉田京介／矢野晋也／高橋信二朗／竹下かおり／平山せい
- 「りばーす。」(2011)

藍田奈結／秦秀明／富永茜／高橋信二朗／泉水美和子／サンガ(友情出演)／久保陽香
- 「ムスメのチチ」(2012)

鈴木みほ/泉水美和子/鈴木一成/山城綾乃/駒史華/細井学
- 「silent」(2012)

- 「ボクのですてにー」(2012)

高木公介/梶原ひかり/サンガ/葛上昇悟/早川知子/前川桃子/篠原篤/細井学　
- 「iD-idol identity-」(2012)

嘉悦恵都/富田理生/森崎ひろか/高木公介/高橋信二朗/篠原篤
- 「愛し夜明け」(2013)

真柳美苗/新井秀幸/河野知美

### MV
- カフカ「ワスレナグサ」(2012)

- カフカ「夢のつづき」(2012)

- ジョゼ「ユートピアの生活」(2013)

- ジョゼ「セピアの海で」(2013)

- Blanju「こおりのせかい」(2013)

アートリンク in 横浜赤レンガ倉庫2013 イメージソング
- ジョゼ「(ex.)傍観者」(2013)

- 泣いてたまるか!!「rainbow」(2013)

舞台「泣いてたまるか!!」テーマ曲
- 泣いてたまるか!!「いちばん好きな人」(2013)

### other
2013年に活動を再開した軟式globeの三代目パークマンサーのプロモーション動画、アートワークのほとんどを担当している。

## フォトグラファー/YUTA KOBAYASHI
モデルを主に撮影。
MVと一緒にアートワークを担当することも多い。